# Operativsystem
Ett operativsystem är ett datorprogram eller en samling datorprogram som syftar till att underlätta användandet av en dator, genom att utgöra länken mellan datorns maskinvara och de tillämpningsprogram som användaren vill köra på datorn. Operativsystemet är ansvarigt för hanteringen av central maskinvara, koordinationen av datorns aktiviteter och för fördelandet av resurser på datorn. Det kan ses som datorns "grundlag" – en standardiserad regeluppsättning som bestämmer hur program och användare får använda datorns olika delar. 
Ett operativsystem kan delas upp i tre delar: operativsystemskärnan, en grundläggande uppsättning användarprogram och systembiblioteken. Kärnan hanterar datorns resurser, till exempel arbetsminne, in- och utmatningsenheter och processortid och fördelar dessa mellan de program som körs i datorn och ser till att det inte uppstår några konflikter mellan dem. Användarprogrammen ger användaren möjlighet att använda systemet och består i allmänhet av allt ifrån konfigurationsverktyg och textredigerarprogram till program för att formatera hårddisken. Systembiblioteken är de programbibliotek som erbjuder datorplattformens grundläggande infrastruktur för övriga program.
Vilka program och programbibliotek som skall räknas till operativsystemet är omdebatterat. Riktgivande definitioner varierar från att räkna in endast operativsystemets kärna och komponenter som brukar finnas i kärnan till ”det som följer med installationmedierna”, vilket innan internetbaserad installation blev vanligt var ekvivalent med det som åtminstone kunde förväntas vara installerat på ifrågavarande operativsystem. För exempelvis en linuxdistribution är den senare definitionen klart olämplig, då den inbegriper all programvara som i allmänhet installeras. Tillämpningsprogram så som kontorsprogram/ordbehandlare och webbläsare hör inte till operativsystemet.

## Funktioner
Operativsystem erbjuder en rad tjänster till tillämpningsprogrammen liksom till användarna. Programmen tar del av dessa tjänster genom programmeringsgränsnitt (engelska: application programming interfaces, API). Genom att använda dessa gränssnitt kan ett program efterfråga olika tjänster från operativsystemet. Användare kan å sin sida interagera med operativsystemet genom ett användargränssnitt. Tidiga användargränssnitt bestod av textkommandon i olika kombinationer (CLI). Numera används främst grafiska användargränssnitt (GUI). För handdatorer och skrivbordsdatorer anses användargränssnittet i allmänhet vara en del av operativsystemet. På Unix består användargränssnittet av olika program som kan, men inte behöver, höra till operativsystemet.

## Vanliga operativsystem
Vanliga nutida operativsystem inkluderar Microsoft Windows, Mac OS, Linux, BSD och Android. Microsoft Windows har en starkt dominerande marknadsandel för skrivbordsdatorer och bärbara datorer. Datorer som används som servrar kör dock oftare Linux eller andra Unix-liknande system. Marknaden för inbäddade datorsystem är uppdelad mellan flera olika operativsystem.

## Tidsaxel

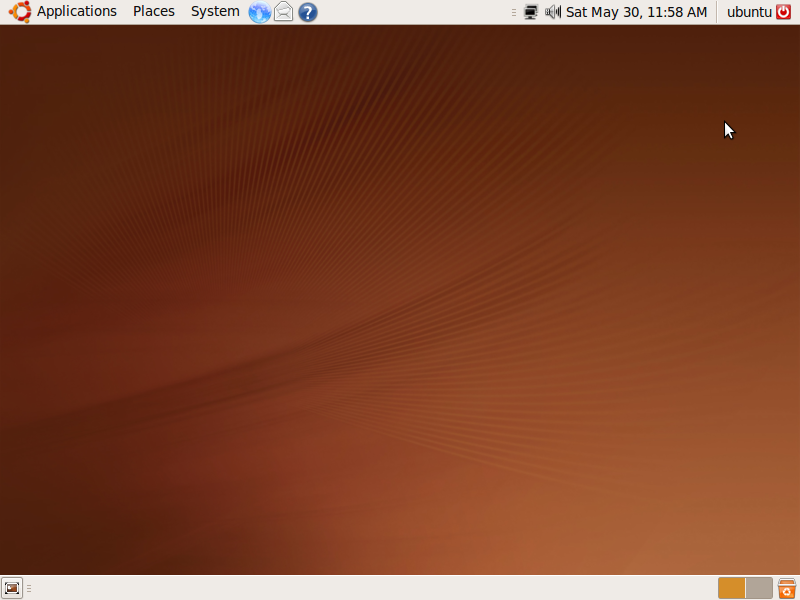
Användargränssnittet hos Ubuntu, en variant av operativsystemet Linux, år 2009.

Observera att tabellen saknar de flesta operativsystem för stordatorer, till exempel ICL George, IBM MFT, IBM MVS, IBM VM, Univac, Tandem, och för minidatorer som Digital PDP, etc. Flera av dessa var i tiden mycket viktiga. Tabellen saknar även operativsystem för inbäddade system.

## Operativsystemets delar

### Operativsystemkärna
En operativsystemskärna är den innersta delen av operativsystemet. Kärnans uppgift är att starta systemet, hantera resurstilldelningen, samt att kommunicera med hårdvaran. De tre vanligaste typerna av operativsystemskärnor är monolitiska kärnor, mikrokärnor och hybridkärnor. 

### Systemverktyg
Ett operativsystem brukar innehålla ett antal systemverktyg för att administrera maskin- och programvaran och datorns nätverk. Bland systemverktygen kan finnas filhanterare, defragmenterare, brandvägg och antivirusprogram.